# Dmitri Nikolajewitsch Kardowski

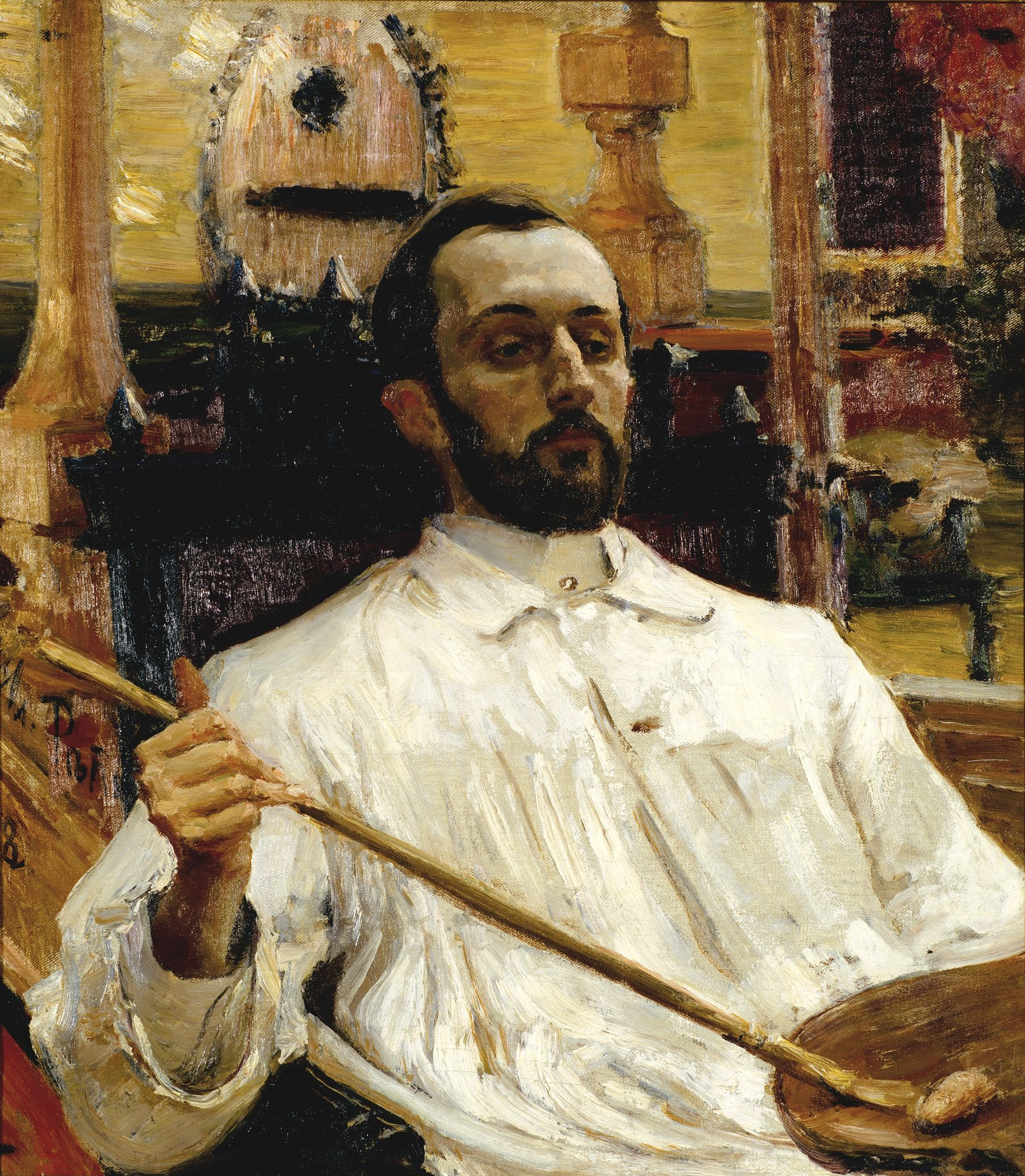
Portrait des Dmitri Kardowsky, 1896/97 gemalt von Ilja Jefimowitsch Repin (1844–1930), Öl auf Leinwand

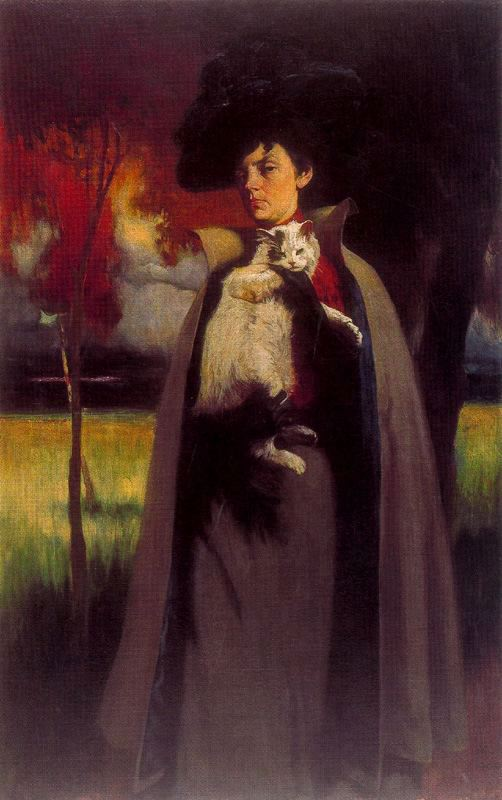
Portrait der Maria Krustschoff, 1900, Öl auf Leinwand

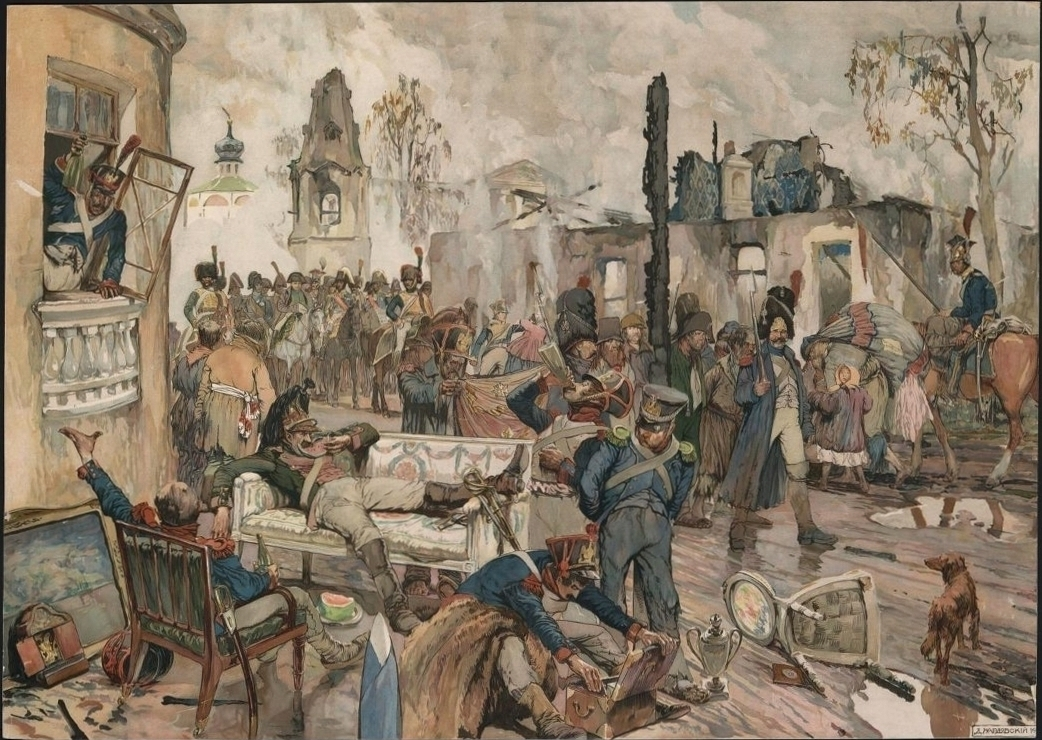
Moskau 1812, gemalt 1913

Dmitri Nikolajewitsch Kardowski (russisch Дмитрий Николаевич Кардовский; * 5. September 1866 im Dorf Ossurowo nahe Pereslawl-Salesski; † 9. Februar 1943 in Pereslawl-Salesski) war ein russischer Maler und Illustrator.

## Leben

### Künstlerische Anfänge
Kardowsky begann sein Studium 1892 an der Kunstakademie in Sankt Petersburg. Dort waren u. a. Pawel Tschistjakow und Ilja Jefimowitsch Repin seine Lehrer.

### Studium an der Ažbe-Schule
Von 1896 bis 1900 besuchte er die Ažbe-Schule in München. Zusammen mit Igor Emmanuilowitsch Grabar war er im Mai 1896 nach München gekommen. Der Malerfreund Nikolaj von Seddeler traf im Oktober des Jahres in der bayerischen Hauptstadt ein. Auch die Ankunft der Marianne von Werefkin mit Alexej Jawlensky und ihrem Dienstmädchen Helene Nesnakomoff ist durch das Einwohnermeldeamt für den „27.10.96“ genau dokumentiert.
Die Männer schrieben sich bei Anton Ažbe ein. Jawlensky war begeistert von der Ažbe-Schule und schildert seinen damals üblichen und unbeschwerten Tagesablauf: „Morgens um halb acht schellte Kardowsky an meiner Tür, und wir gingen dann zusammen in die Schule. Wir arbeiteten den ganzen Tag, und nach dem Aktzeichnen, das gewöhnlich um acht Uhr abends aus war, gingen wir meistens zu mir, um zusammen zu essen und nachher zu plaudern. Werefkin war immer im Hause. Die Stimmung war immer sehr lebendig, lustig und freundschaftlich.“
In seinen Lebenserinnerungen schrieb Jawlensky: „Einmal im Jahr 1899 fuhren wir im April - Werefkin, Grabar, Kardowsky, Ažbe und ich - nach Venedig.“ Jawlensky erinnerte sich nicht mehr so genau, denn es war im Jahr 1897, wie eine Reihe von Fakten belegen. Man besuchte dort eine große Ausstellung von Repin. Ganz Venedig war damals von seinen Bildern berauscht und sprach entzückt von „il luce di Repin“.

### Tempera contra Ölmalerei
Grabar und Jawlensky informieren über so manche Begebenheit in Kardowskys Leben. Für 1898 schildert z. B. Jawlensky: „Im Jahre 1898 fuhren wir alle außer Grabar nach Rußland. Kardowsky ging für ein paar Monate zu seiner Mutter […], Werefkin, Helene und ich zu meinem Bruder Dimitrij.“ Während seines Aufenthalts in Russland hielt Kardowky brieflichen Kontakt mit dem in München zurückgebliebenen Grabar. Dieser schrieb ihm am „16.10.1898“ folgendes, er habe sich „in Jawlenskys Atelier ausgebreitet“. Dieses sei wie ein „chemisches Labor eingerichtet“.   „Im Herbst waren wir wieder in München. Und wieder ging ich mit Grabar und Kardowsky in die Ažbe-Schule“, berichtet Jawlensky für das Ende des Jahres 1898.
Im Zusammenhang der „Atelier-Labor-Debatten in ihrer [Werefkins] Wohnung“ ist Grabars Brief für die Kunstgeschichte bezüglich der technischen Problematik der damaligen Malerei sehr aufschlussreich. Er belegt, dass im Atelier Werefkin/Jawlensky die Künstlerfreunde, Wassily Kandinsky, Seddeler, Kardowsky, Grabar u. a. nach Gutdünken mit Farben experimentieren konnten. Damals interessierte sie insbesondere die Temperamalerei im Vergleich zur Ölmalerei.
In einem anderen Brief schildert Kardowsky, dass er zusammen mit Grabar an verschiedenen technischen Mitteln der Malerei arbeitete und sie sich an Rezepten alter Meister orientierten. Er formulierte u. a.: „Wenn Du mit heutigen Öl- und Temperafarben arbeitest, wirst Du nie […] eine anständige, schöne und reine Farblichkeit erzielen. […] es gibt keine einzige Firma, die bei der Herstellung von zum Verkauf bestimmter Farben nicht mogeln würde – zum Schaden ihrer Farben. […] Wir sind zu diesem traurigen Ergebnis gelangt: unsere Studien, die mit den Ölfarben der Firmen Möves, Schmincke, Schadlinger, Windsor und Newton gemalt waren, veränderten sich und dunkelten innerhalb von zwei Wochen so sehr nach, daß wir die Arbeit mit ihnen nicht fortsetzen konnten.“
Für die Zeit um 1898 ist auch in Jawlenskys Lebenserinnerungen von Tempera-Untersuchungen die Rede: „Grabar, Kardowsky und ich besuchten einmal den Maler Stuck in seinem berühmten Haus in der Prinzregentenstraße. Sein Atelier war sehr prunkhaft. […] Stuck war ein sehr schöner Mann, schweigsam, aber mit uns drei Russen sprach er sehr lebendig. Er zeigte uns sein Malmaterial und sprach mit uns über verschiedene Techniken der Temperamalerei. Denn wir beschäftigten uns mit der Temperatechnik.“
Etwa ein halbes Jahr später, am 17. April 1899 berichtet Grabar, wie sich Jawlensky mit der Temperamalerei herumquälte: „Aber jetzt kommt eine Sensation. Jawlensky hat immer gestöhnt und gestöhnt, konnte der Temperatechnik einfach nicht Herr werden, kommt eines Morgens und verkündet, er werde jetzt [wieder] in Öl malen.“
Ungenau sind die Angaben, die Jawlensky zur Dauer seines eigenen Besuches in der Ažbe-Schule und dem seiner Freunde macht: „Nach einigen Jahren der Zusammenarbeit mit Kardowsky und Grabar in der Ažbeschule in München sind beide nach Rußland zurückgefahren.“ An anderer Stelle seiner Lebenserinnerungen legte er sich zeitlich sogar fest: „In dieser Schule arbeiteten wir drei Jahre bis 1899.“  Kardowsky, der sein Studium bei Ažbe mit der Feststellung aufgenommen hatte: „Ažbe begann uns etwas beizubringen“, verließ im Frühjahr 1900 die Schule und München.
Im Frühjahr 1899 heiratete Kardowsky die Malerin Olga Della-Vos (1874–1952).

### Zurück in St. Petersburg
Im Jahr 1900 kehrte Kardowsky nach St. Petersburg zurück, wo er sich vor allem mit der Porträtmalerei auseinandersetzte.
1901 wurde Kardowsky von der St. Petersburger Akademie im Frühjahr nach München geschickt, um die russische Abteilung der Internationalen Kunstausstellung im königlichen Glaspalast einzurichten.
Im Jahr 1902 erhielt er sein Diplom an der Kunstakademie. Für den Sommeraufenthalt hatte Kardowsky Alupka, auf der Halbinsel Krim im Schwarzen Meer, ausgesucht. Dort erhielt er Besuch von Werefkin und Jawlensky, nachdem im Schloss Ansbach bei Prely im Gouvernement Witebsk Jawlenskys Sohn Andreas geboren worden war. Jawlensky erinnerte sich noch in den 1930er Jahren: „In Alupka, einem Ort am Meer, trafen wir Kardowsky mit seiner Frau und wohnten zusammen in einem Haus. […] Es war eine schöne Zeit.“
Im Jahre 1903 unterrichtete er an der „Höheren Lehranstalt“, die der Akademie angeschlossen war, im Atelier Ilja Repin.
1904 wurde er Vorsitzender der eben erst gegründeten „Neuen Künstlergesellschaft“ in St. Petersburg. Als Illustrator und Karikaturist tat er sich ab 1905, z. B. bei der spöttischen Zeitschrift „Župel“, Schreckgespenst, hervor, einer Entsprechung zum Münchner „Simplizissimus“. Auch arbeitete er für die Satirezeitschrift „adskaja Počta“, „Höllenpost“.
Zu Amt und Würden kam Kardowsky 1907 durch Berufung als Professor für Graphik an die St. Petersburger Akademie und als Nachfolger von Repin als Leiter der Meisterklasse.
Als Buchillustrator der Werke z. B. unter anderem von Nikolai Wassiljewitsch Gogol, Michail Jurjewitsch Lermontow, Lew Nikolajewitsch Tolstoi und Anton Pawlowitsch Tschechow, galt er als Bewahrer der realistischen Tradition.
1911 wurde Kardowsky ordentliches Mitglied der Kunstakademie.
Kardowsky reiste 1912 mit seiner Frau Olga und seiner 12-jährigen Tochter Ekaterina nach Westeuropa. In Oberstdorf im Allgäu besuchten sie Werefkin, Jawlensky und Helene mit Sohn Andreas in der Sommerfrische, was ein Foto veranschaulicht. Jawlensky berichtet hierzu: „Im Sommer fuhren wir alle nach Oberstdorf. […] Später kam auch der Maler Kardowsky mit seiner Familie. […] Kardowsky illustrierte damals Gribojedow - Gore ot uma (Leiden von Klugheit).“

### Nach der Revolution
Nach der Oktoberrevolution lebte und arbeitete Kardowsky in Moskau, wo er sich einen Namen als Bühnenbildner machte. Für eine lange Zeit, sowohl vor als auch nach der Revolution war er ein einflussreicher Lehrer an der Russischen Akademie der Künste in St. Petersburg.
Den Realismus, den er bis zum Ende seiner Münchner Studienjahre praktizierte, hat er nie verlassen, woraus zum Teil verständlich wird, dass er sich 1920 vehement gegen Kandinskys Moskauer Professur wehrte. Kardowskys „private Aufzeichnungen“ belegen seine Aversion z. B. gegen seine „Professorenkollegen Kandinsky, Malewitsch, Tatlin u. a.“
Als Jawlensky ab 1936 seine Lebenserinnerungen seiner Wiesbadener Freundin Lisa Kümmel zu diktieren begann, kam er wieder auf Kardowsky zu sprechen: „jetzt ist er Professor an der Petersburger Akademie-, […] und ein sehr berühmter Künstler. Er ist unter den Sowjets zum Volkskünstler ernannt worden.“